# (1826) Miller
(1826) Miller es un asteroide que forma parte del cinturón de asteroides y fue descubierto el 14 de septiembre de 1955 por el equipo del Indiana Asteroid Program de la universidad de Indiana desde el observatorio Goethe Link de Brooklyn, Estados Unidos.

## Designación y nombre
Miller recibió inicialmente la designación de 1955 RC1.
Más adelante se nombró en honor del astrónomo estadounidense John A. Miller.

## Características orbitales
Miller está situado a una distancia media del Sol de 2,996 ua, pudiendo acercarse hasta 2,741 ua y alejarse hasta 3,25 ua. Su inclinación orbital es 9,229° y la excentricidad 0,08496. Emplea 1894 días en completar una órbita alrededor del Sol.